# Monotrema aemulans
Monotrema aemulans är en gräsväxtart som beskrevs av Friedrich August Körnicke. Monotrema aemulans ingår i släktet Monotrema och familjen Rapateaceae. Inga underarter finns listade i Catalogue of Life.